# Klaus Hecker
Klaus Hecker (* 22. Dezember 1929 in Mannheim; † 19. Februar 2019 in Nordhausen) war ein deutscher Politiker von Bündnis 90/Die Grünen. Er war von März bis August 1983 kurzzeitig Mitglied des Deutschen Bundestags.

## Leben
Hecker war von Beruf Diplom-Ingenieur und im Bereich der Maschinensteuerung tätig. Er trat 1979 den Grünen bei. Hecker wurde 1983 über die Landesliste Hessen in den 10. Deutschen Bundestag gewählt, schied aber am 31. August 1983 freiwillig wieder aus dem Parlament aus, weil er (drei) Mitarbeiterinnen sexuell – durch Busengrapschen – belästigt hatte. Bis zu seinem Ausscheiden war er Vorsitzender des Ausschusses für Bildung, Forschung und Technikfolgenabschätzung. Sein Nachfolger im Bundestag wurde Milan Horáček.

## Privates
Hecker war verheiratet und hatte drei Kinder. Er wohnte in Kronberg im Taunus. Zusammen mit seiner späteren Lebensgefährtin Ursula Löw veröffentlichte er verschiedene pazifistische Beiträge und moderierte zu aktuell-politischen Themen in lokalen Radios.